# 48 Doris
48 Doris (mednarodno ime je tudi 48 Doris, starogrško starogrško Δωρίς: Dorís) je velik asteroid tipa C v glavnem asteroidnem pasu. 

## Odkritje
Asteroid je odkril Hermann Mayer Salomon Goldschmidt (1802 – 1866) 19. septembra 1857 . Ime je dobil po Doris, ki je bila ena izmed okeanid v grški mitologiji.

## Lastnosti
Asteroid Doris obkroži Sonce v 5,49 letih. Njegova tirnica ima izsrednost 0,075, nagnjena pa je za 6,554° proti ekliptiki. Njegov premer je 221,8 km, okoli svoje osi pa se zavrti v 11,89 urah .